# Aniakchak National Monument and Preserve
Aniakchak National Monument and Preserve (deutsch Aniakchak-Nationalmonument und Schutzgebiet) ist ein unter der Verwaltung des National Park Service stehendes Nationalmonument der Vereinigten Staaten von Amerika, das in einer schwer zugänglichen Region auf der Alaska-Halbinsel den Vulkan Aniakchak in der Aleutenkette schützt.
Es liegt in einer Kette von Naturschutzgebieten auf der Halbinsel, die den Katmai-Nationalpark, Becharof National Wildlife Refuge, Alaska Peninsula National Wildlife Refuge, Aniakchak National Monument und Izembek National Wildlife Refuge umfasst.

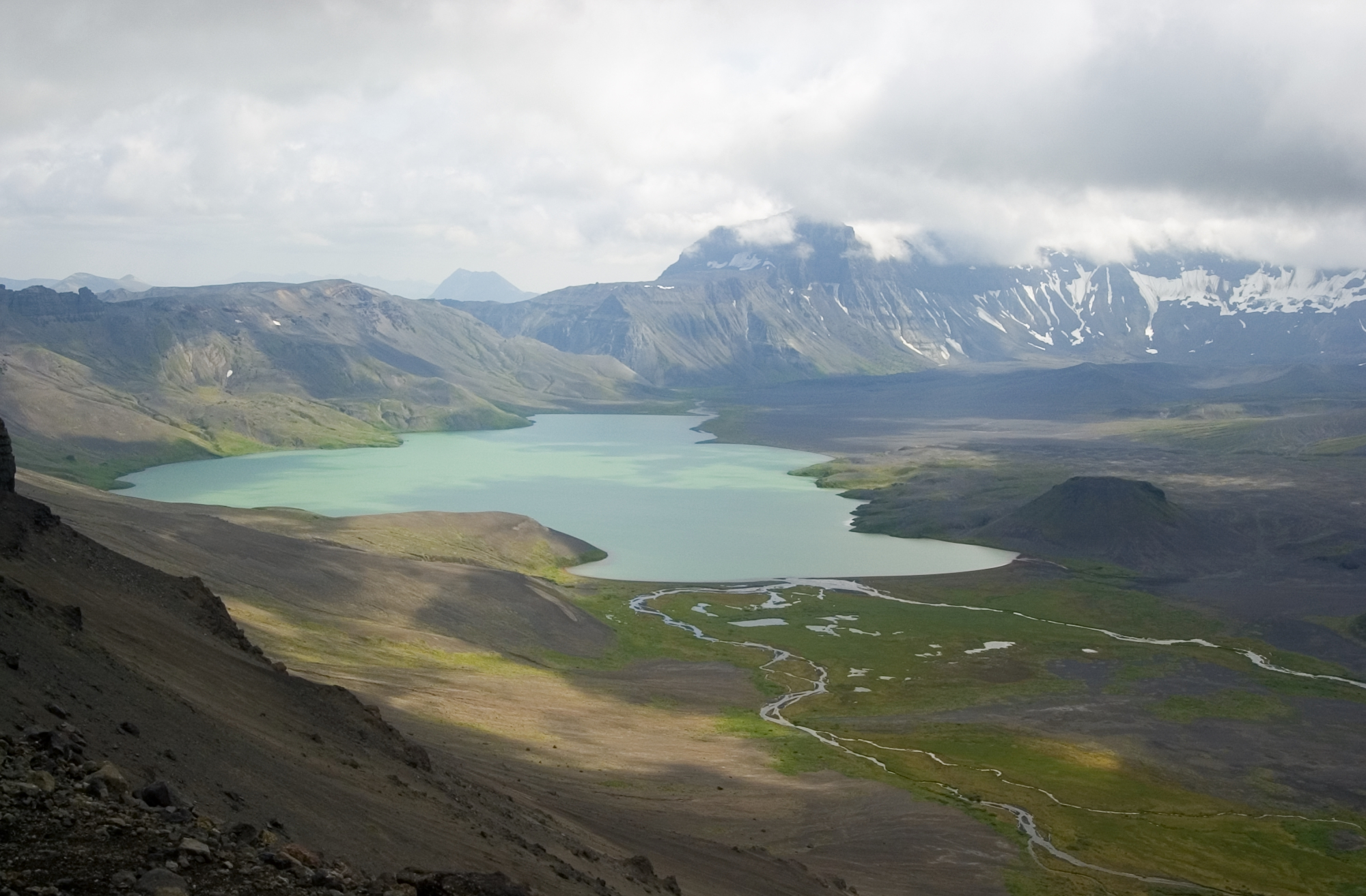
Surprise Lake in der Caldera

Hauptattraktion des Nationalmonuments ist die Caldera des 1931 letztmals aktiven Aniakchak. In ihr befindet sich mit dem Kratersee Surprise Lake die Quelle für den Aniakchak-Fluss, der sich durch eine rund 600 Meter tiefe Schlucht seinen Weg in den Stillen Ozean bahnt. Am 1. Dezember 1978 wurde die Region um den Krater, die zum so genannten Pazifischen Feuerring gehört, zum Nationalmonument erklärt und umfasste eine Fläche von 555 km². Zwei Jahre später, am 2. Dezember 1980, folgte im Rahmen des Alaska National Interest Lands Conservation Acts die Erweiterung um ein 1885 km² großes Naturschutzgebiet (Preserve). Die Gebiete unterscheiden sich darin, dass in der Preserve die Jagd im Rahmen der gesetzlichen Regeln des Bundesstaats Alaska weiterhin zulässig ist.

## Das Schutzgebiet
Das Aniakchak-Nationalmonument und Schutzgebiet verfügt über kein Besucherzentrum und wird fast ausschließlich per gechartertem Wasserflugzeug aus King Salmon erreicht. Die Maschinen landen auf dem Surprise Lake, da keine Landebahn vorhanden ist. Der zur Preserve gehörende Küstenstreifen kann auch per Boot angefahren werden. Zudem gibt es weder organisierte Zeltplätze, noch sonstige Einrichtungen oder Dienstleistungen. Mit lediglich 179 registrierten Besuchern war die Region um den Aniakchak-Vulkan im Jahr 2022 unter den für Besucher zugänglichen Einheiten des National Park Service eines der wenigsten besuchten Gebiete.